# (6547) Vasilkarazin
(6547) Vazilkarazin, désignation internationale (6547) Vasilkarazin, est un astéroïde de la ceinture principale.

## Description
(6547) Vazilkarazin est un astéroïde de la ceinture principale. Il fut découvert le 2 septembre 1987 à Nauchnyj par Lioudmila Tchernykh. Il présente une orbite caractérisée par un demi-grand axe de 2,54 UA, une excentricité de 0,25 et une inclinaison de 4,9° par rapport à l'écliptique.

## Compléments